# マイケル・チョイス
マイケル・ブレア・チョイス（Michael Blair Choice, 1989年11月10日 - ）は、アメリカ合衆国・テキサス州グランドプレーリー出身のプロ野球選手（外野手）。右投右打。

## 経歴

### プロ入りとアスレチックス時代
テキサス大学アーリントン校在籍時の2010年のMLBドラフト1巡目（全体10位）でオークランド・アスレチックスから指名され、プロ入り。
プロ2年目の2011年には傘下のA+級ストックトン・ポーツで134三振を喫したものの打率.285と及第点で、本塁打は30本と長打力をアピールした。
2012年はAA級ミッドランド・ロックハウンズでプレーし、91試合に出場して打率.287・10本塁打・58打点・5盗塁の成績を残した。
2013年はAAA級サクラメント・リバーキャッツでプレーし、132試合に出場して打率.302・14本塁打・89打点・1盗塁の成績を残した。マイナーリーグの全日程終了後、9月1日にメジャー昇格し、翌2日のテキサス・レンジャーズ戦でデビュー。この年はメジャーで6試合に出場し、打率.278だった。

### レンジャーズ時代
2013年12月3日にクレイグ・ジェントリー、ジョシュ・リンドブロムとのトレードで、クリストファー・ボスティックと共にレンジャーズへ移籍した。
2014年シーズンは開幕ロースター入りを果たし、4月12日のヒューストン・アストロズ戦でメジャー初本塁打を放つ。この年は86試合に出場し、打率.182・9本塁打・36打点・1盗塁の成績を残した。
2015年8月18日にウィル・ベナブルの加入に伴って戦力外となった。

### インディアンス傘下時代
2015年8月21日にウェイバー公示を経てクリーブランド・インディアンスへ移籍し、傘下のAAA級コロンバス・クリッパーズへ配属された。AAA級コロンバスでは14試合に出場したが、打率.204に終わった。また、メジャーでは出番がなかった。11月25日にカービー・イエーツの加入に伴って戦力外となり、30日にマイナー契約でAAA級コロンバスに配属となった。
2016年もAAA級コロンバスに所属したが、メジャー昇格はなく11月7日にFAとなった。

### オリオールズ傘下時代
2017年2月15日にボルチモア・オリオールズとマイナー契約を結び、AAA級ノーフォーク・タイズへ配属された。5月2日に自由契約となった。

### ブルワーズ傘下時代
2017年5月5日にミルウォーキー・ブルワーズとマイナー契約を結び、AA級ビロクシ・シャッカーズへ配属された。

### ネクセン・ヒーローズ時代
2017年7月22日、不振により退団したダニー・ドーンの代役として、韓国プロ野球のネクセン・ヒーローズと契約。同年は46試合出場ながら17本塁打を記録。9月7日のLGツインズ戦でドーム型野球場であるネクセンの本拠地・高尺スカイドームの天井に2度も打球を当てた。10月3日に出場したサムスン・ライオンズ戦はサムスンの李承燁の引退試合であったが、韓国では初の3打席連続本塁打を記録した。
2018年8月7日、ネクセンからウェーバー公示され退団となった。

### メキシカンリーグ時代
2018年8月16日にメキシカンリーグのメキシコシティ・レッドデビルズと契約。
2019年はキンタナロー・タイガースと契約したが、5月31日に解雇となる。6月29日にラグナ・ユニオン・コットンファーマーズと契約。
2021年の途中にモンクローバ・スティーラーズに移籍するも、同年限りで退団した。

## 詳細情報

### 年度別打撃成績
| 年 度    | 球 団    | 試 合 | 打 席 | 打 数 | 得 点 | 安 打 | 二 塁 打 | 三 塁 打 | 本 塁 打 | 塁 打 | 打 点 | 盗 塁 | 盗 塁 死 | 犠 打 | 犠 飛 | 四 球 | 敬 遠 | 死 球 | 三 振 | 併 殺 打 | 打 率 | 出 塁 率 | 長 打 率 | O P S |
| -------- | -------- | ----- | ----- | ----- | ----- | ----- | -------- | -------- | -------- | ----- | ----- | ----- | -------- | ----- | ----- | ----- | ----- | ----- | ----- | -------- | ----- | -------- | -------- | ----- |
| 2013     | OAK      | 9     | 19    | 18    | 2     | 5     | 1        | 0        | 0        | 6     | 0     | 0     | 0        | 0     | 0     | 1     | 0     | 0     | 6     | 0        | .278  | .316     | .333     | .649  |
| 2014     | TEX      | 86    | 280   | 253   | 20    | 46    | 6        | 1        | 9        | 81    | 36    | 1     | 0        | 0     | 3     | 21    | 0     | 3     | 69    | 11       | .182  | .250     | .320     | .570  |
| 2015     | TEX      | 1     | 1     | 1     | 0     | 0     | 0        | 0        | 0        | 0     | 0     | 0     | 0        | 0     | 0     | 0     | 0     | 0     | 1     | 0        | .000  | .000     | .000     | .000  |
| 2017     | ネクセン | 46    | 201   | 176   | 37    | 54    | 8        | 1        | 17       | 115   | 42    | 0     | 0        | 0     | 1     | 17    | 0     | 7     | 49    | 5        | .307  | .388     | .653     | 1.041 |
| 2018     | ネクセン | 96    | 397   | 349   | 55    | 90    | 19       | 0        | 17       | 160   | 61    | 2     | 1        | 0     | 5     | 33    | 2     | 10    | 79    | 4        | .258  | .335     | .458     | .794  |
| MLB：3年 | MLB：3年 | 96    | 300   | 272   | 22    | 51    | 7        | 1        | 9        | 87    | 36    | 1     | 0        | 0     | 3     | 22    | 0     | 3     | 76    | 11       | .188  | .253     | .320     | .573  |
| KBO：2年 | KBO：2年 | 142   | 598   | 525   | 92    | 144   | 27       | 1        | 34       | 275   | 103   | 2     | 1        | 0     | 6     | 50    | 2     | 17    | 128   | 9        | .274  | .353     | .524     | .877  |

- 2018年度シーズン終了時

### 獲得タイトル・表彰・記録
MiLB
- オールスター・フューチャーズゲーム選出：1回（2012年）

### 背番号
- 35（2013年）
- 15（2014年 - 2015年）
- 94（2017年 - 2018年）